# Захоплення Беджаї (1555)
Захоплення Беджаї — захоплення у вересні 1555 року контрольованого іспанською залогою міста Беджая (на території сучасного Алжиру) армією Османської імперії на чолі з бейлербеєм османського еялету Алжир Саліх-реїсом. Іспанське укріплене поселення (ісп. presidio) в Беджаї, підсилене з кутів трьома потужними фортами утримувала залога від 500 до 1 000 содат під керівництвом спочатку Луїса Перальта, а потім його сина Алонсо Перальта. Після капітуляції і захопленню в полон іспанського гарнізону, османи дозволили Алонсо Перальта вільно покинути місто, але по поверненню в Іспанію його було страчено за наказом короля Карла V Габсбурга.

## Передумови

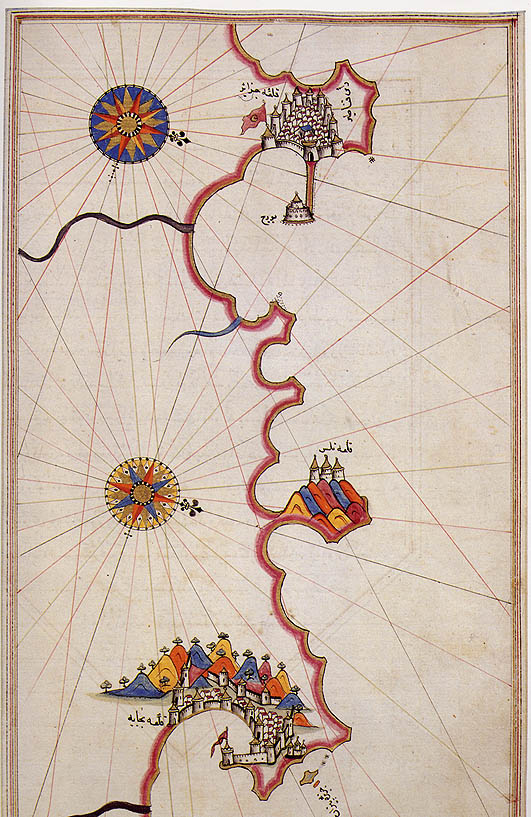
Алжир (зверху) і Беджая (знизу) на османській карті Пірі-реїса (XVI ст)

Беджаю, одне з найстаріших і найвідоміших міст Алжиру, а на момент захоплення столицю невеликого емірату, яким керувала бічна гілка династії туніських Хафсідів, було захоплено іспанським флотом на чолі з Педро Наварро в 1510 році. Емір Абдель-Азіз відступив в глиб країни до Калаа-Бені-Аббес і заснував емірат навколо цього берберського укріпленого міста. Еміри Калаа не полишали мрію повернути Беджаю і відновити колишні володіння. Оскільки їм не вистачало для цього ресурсів, вони намагались об'єднатись з якоюсь сторонньою потужною силой, яка володіла б сучасною армією і облоговою артилерією. Проте декілька спроб, зроблених з різними союзниками, зокрема з османськими корсарами Аруджем та Хизиром Барбароссами та з османським Алжирським еялетом не були успішними.
Після іспанського захоплення місто сильно занепало і до 1555 року представляло собою невелике трикутне укріплене послення (presidio), підсилене з кожного кута потужним фортом — Імперським фортом (форт Moussa), зведеним на руїнах Гулети, великою фортецею (Casbah) і малим фортом (форт Abdelkader), стародавньою берберською фортецею.

## Облога
Напад на Беджаю був організований османським бейлербеєм Саліх-реїсом з міста Алжир, столиці підпорядкованого йому османського еялету. Османська армія складалась з 40 000 тисяч чоловік, союзного війська кабілів (з королівств Бені-Аббас і Куку), а також флоту, відомості про склад якого різняться. Деякі джерела вказують, що він був незначним і складався з двох галер, барка та французького судна, реквізованого в Алжирі, інші вказують на наявнісь 22 галер, озброїних гарматами.

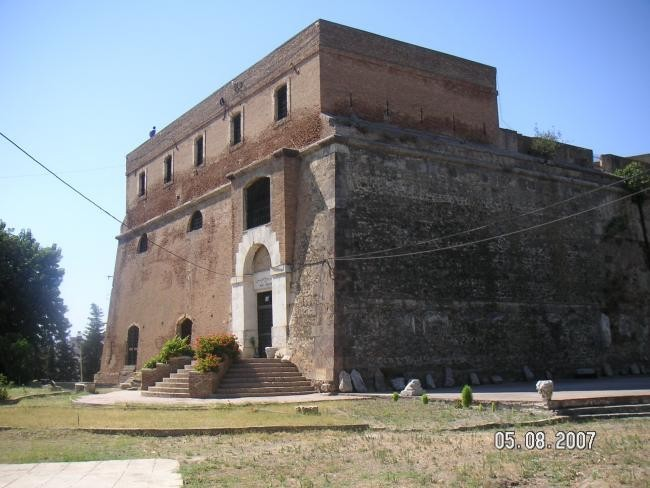
Форт Moussa

Дізнавшись про напад, Перальта надіслав до Іспанії заклик про допомогу і генуезький адмірал Андреа Доріа готувався вийти на порятунок на чолі іспанського флоту з Неаполя, але не встиг зробити цього до моменту падіння міста.
Іспанці, сил яких не вистачало на утримання усіх укріплень, облишили форт Мусса (Moussa) і зосередили свої сили в двох інших фортах. Саліх-реїс зконцентрував свою артилерію на обстріл форта Абделькадер (Abdelkader), який захищало близько сорока солдатів і після 5 днів боїв його залога здалась. 27 вересня, на 25 день облоги, губернатор Альфонсо де Перальта, оточений фортеці Касбах (Casbah) разом з рештою своїх військ, залишившись без їжі та амуніції змушений був також капітулювати.
28 вересня армія Саліх-реїса зайняла місто, забрали багату здобич і розділили між собою 600 іспанців, захоплених в полон для продажу в рабство. З деякими джералами, Алонсо Перальто була надана обіцянка, що він зможе покинути місто неушкодженим і разом із 40 іспанцями, обраними на його вибір. За іншими джералами обіцянка свободи була надана лише самому Перальто. Проте османи та кабіли порушили домовленості і захопили в полон усіх іспанських солдат, за винятком самого Алонсо, якому було дозволено відпливти на французькій каравелі до Іспанії.
Після повернення до Іспанії, Алонсо Перальта був підданий жорсткій критиці і за наказом короля Карла V Габсбурга був обезголовлений у Вальядоліді 4 травня 1556 року.

## Наслідки
Захоплення Беджаї дозволило османам оточити позиції іспанців та їх хафсидських союзників на північноафриканському узбережжі в Магрибі. Відтепер іспанська фортеця Ла-Гулетт та місто Туніс, що утримувалось іспанським вассалом, хафсидським халіфом Ахмадом III були оточені османськими базами Беджая в Алжирі і Триполі в Лівії (останнє османи захопили раніше в 1551 р.).